# Вахшки хребет
Вахшкият хребет (на руски: Вахшский хребет) е планински хребет в Таджикистан, заемащ междинно положение между планинските системи на Хисаро-Алай на запад и Памир на изток Простира се от североизток на югозапад на протежение около 80 km, между дълбоките долини на реките Вахш (дясна състанящя на Амударя) на северозапад и Къзълсу (десен приток на Пяндж, лява съставящя на Амударя) на югоизток. На североизток започва от устието на река Обихингоу (лява съставяща на Вахш), а на югозапад завършва при сгт Дангара. Изграден е от пясъчници, варовици, конгломерати и глини. Максимална височина връх Хозратишо 3141 m (38°31′26″ с. ш. 69°44′04″ и. д. / 38.523889° с. ш. 69.734444° и. д.), разположен в централната му част. Склоновете му са покрити с ефемерови пустини и субтропични степи.

## Топографска карта
- J-42-Б М 1:500000[2]